# Coelioxys excisa
Coelioxys excisa är en biart som beskrevs av Heinrich Friese 1921. Coelioxys excisa ingår i släktet kägelbin, och familjen buksamlarbin. Inga underarter finns listade i Catalogue of Life.